# Енна (провінція)
Провінція Енна (італ. Provincia Regionale di Enna) — провінція в Італії, у регіоні Сицилія. 
Площа провінції — 2 562 км², населення — 171 076 осіб.
Столицею провінції є місто Енна.

## Географія
Межує на півночі з провінцією Мессіна, на заході з провінціями Палермо та Кальтаніссетта, на сході з провінцією Катанія, на півдні з провінціями Кальтаніссетта та  Катанія.